# Postamt Grevesmühlen
Das ehemalige Kaiserliche Postamt in Grevesmühlen ist ein Gründerzeitgebäude in der August-Bebel-Straße 11. Es steht unter Denkmalschutz.

## Geschichte
Das zweigeschossige neugotische Backsteingebäude aus roten Klinkern wurde von 1882 bis 1886 als „Kaiserliches Postamt“ der Reichspost im Stil der Postgotik erbaut. Die Straßenfront wird durch glasierte Ziegel geprägt, die beiden Eingangsbereiche weisen Dreiecksgiebel auf, welche mit Risaliten bekrönt sind.
1969 erfolgten die Modernisierung der Schalterhalle und der Einbau der Fenster. 1994/96 wurden das Dach und die Fassade saniert, 1998 die Schalterhalle nochmals umgestaltet.
Nutzer des Hauses waren bis Anfang 2007 u. a. die Post, das Telegrafenamt bzw. das Fernmeldeamt, die Telekom und zwei Buchführungs- und Steuerbüros. Das Postamt wurde am 23. April 2007 geschlossen.
Anfang 2017 bezog die Lokalredaktion der Ostsee-Zeitung Räumlichkeiten mit ihren Redakteuren und Korrespondenten. Bis Anfang 2020 nutzte die Pressestelle der Ostsee-Zeitung Teile des Hauses.
Erst Ende 2021 eröffnete im Gebäude ein Lager der Modemarke Camp David – inklusive Shop und ist nach nur einem Jahr wieder aus dem ehemaligen Postgebäude ausgezogen.